# 미즈하시역
미즈하시역(일본어: 水橋駅, みずはしえき)은 일본 도야마현 도야마시에 있는 아이노카제토야마 철도의 철도역이다.

## 역 구조
상대식 2면 2선 구조의 지상역이다. 역사는 하행선 승강장 쪽에 있으며, 반대쪽 승강장과는 구름다리로 이어져 있다.

### 승강장
| 1 | ■ 아이노카제토야마 철도선 | 우오즈 · 도마리 · 이토이가와 방면 |
| 2 | ■ 아이노카제토야마 철도선 | 도야마 · 가나자와 방면            |

## 역사
- 1908년 11월 16일: 관설철도 (뒷날의 일본국유철도) 도야마 역 ~ 우오즈 역 구간 개통과 동시에 개업.
- 1987년 4월 1일: 민영화에 따라 서일본 여객철도의 소속이 되었다.
- 2015년
  - 3월 14일: 호쿠리쿠 신칸센의 연장 개통으로 아이노카제토야마 철도로 소속이 이관되었다.
  - 3월 26일: ICOCA 도입.

## 인접역
| 아이노카제토야마 철도 ■ 아이노카제토야마 철도선 | 아이노카제토야마 철도 ■ 아이노카제토야마 철도선 | 아이노카제토야마 철도 ■ 아이노카제토야마 철도선 |
| ----------------------------------------------- | ----------------------------------------------- | ----------------------------------------------- |
| 히가시토야마 도야마 방면                        |                                                 | 나메리카와 도마리 방면                          |